# 飛びこんだ臨月の女は未婚のすごい美人
『飛びこんだ臨月の女は未婚のすごい美人』（とびこんだりんげつのおんなはみこんのすごいびじん）は、1977年3月5日から同年3月19日まで日本テレビ系列の『グランド劇場』枠で放送されていた日本テレビ製作のテレビドラマ。全3話。

## キャスト
- 倉田マチ子：小川真由美
- 村木繁：堺正章
- 洋子：麻丘めぐみ - 繁の恋人
- 野田：ジェリー藤尾
- 信平：有島一郎

## スタッフ
- 脚本：八木柊一郎
- 演出：福田陽一郎

## 主題歌
「卒業」
作詞：宮下康二 / 作曲：三木たかし